# Parole parole
Parole parole је песма коју је написао Лео Кјоссо, Џанкарло дел Ре и Џани Феррио. Италијанска певачица Мина и глумац Алберто Лупо први су изложили песму. Као сингл песма је објављена у априлу 1972. године, постала је бестселер и један од највећих Мининих хитова.
Пародијску верзију песме Мина је изложила са Адријано Челентано у једном од издања телевизијског програма Teatro 10 истог пролећа 1972. године.
2007. године Мина је за албум Todavía пренаписала песму на шпанском језику заједно са Хавијером Занетијем.

## Позиције на листама

### Недељне листе
| Листа (1972)              | Највиша позиција |
| ------------------------- | ---------------- |
| Италија (Musica e dischi) | 1                |

### Годишње листе
| Листа (1972)              | Позиција |
| ------------------------- | -------- |
| Италија (Musica e dischi) | 17       |

## Сертификације и продаја
| Држава         | Сертификација | Продаја |
| -------------- | ------------- | ------- |
| Италија (FIMI) | Златан        | 35,000  |

## Кавер верзије
Многи извођачи су касније записали кавер верзију песме на различитим језицима. Најпознатија је верзија на француском језику певачице Далиде и глумца Алена Делона.